# West Village (Detroit)
West Village es un distrito histórico delimitado aproximadamente por las avenidas Jefferson, Kercheval, Parker y Seyburn en Detroit, la ciudad más poblada del estado de Míchigan (Estados Unidos). Limita al oeste con el vecindario Islandview, y al este con el de Indian Village. Debe su nombre a que está al oeste del distrito histórico Indian Village. Fue incluido en el Registro Nacional de Lugares Históricos el 14 de octubre de 1980.

## Descripción
West Village es un vecindario principalmente residencial que contiene 275 casas unifamiliares y bifamiliares, treinta edificios de apartamentos y unas veinte estructuras comerciales repartidas en 20 bloques cuadrados. El vecindario está trazado en una cuadrícula irregular e incluye una serie de callejones de servicio y calles transversales cortas y estrechas.
Los edificios están uniformemente alejados de la acera, y se representan una gran cantidad de estilos arquitectónicos, incluidas las casas de estilo Reina Ana y viviendas en estilos neotudor, neocolonial británico y neomediterráneo, así como edificios de apartamentos neogeorgianos y neojacobinos

## Historia
Las áreas adyacentes a avenida Jefferson eran una de las direcciones residenciales más exclusivas en el Detroit de principios de siglo. Cuando se planificó el barrio que ahora es West Village, la incorporación de restricciones con respecto al costo de la estructura, el uso, el retroceso y la altura aseguraron que esta zona también fuera popular. Entre 1905 y 1925, el vecindario se llenó rápidamente de casas de clase media alta, edificios de apartamentos y casas adosadas. 
En el vecindario vivieron varios habitantes prominentes de Detroit, como Franz C. Kuhn, presidente de la Corte Suprema de Míchigan; Edwin C. Denby, secretario de la Marina; Theodore Hinchman, presidente del estudio de arquitectura Smith, Hinchman y Grylls; o el escultor Julius Melchers. Como en muchos vecindarios de Detroit, las tensiones raciales, el redlining y el éxodo blanco a los suburbios después de la Segunda Guerra Mundial llevaron a un declive del vecindario. Sin embargo, el resurgimiento de la cercana Indian Village en la década de 1970 creó un nuevo del interés por el vecindario. La Asociación de West Village, una asociación de vecinos, se formó en 1974.